# Lac Tcharvak
 (juillet 2025).
Si vous disposez d'ouvrages ou d'articles de référence ou si vous connaissez des sites web de qualité traitant du thème abordé ici, merci de compléter l'article en donnant les références utiles à sa vérifiabilité et en les liant à la section « Notes et références ».
Le lac Tcharvak (en ouzbek : Chorvoq Suv Ombori, en russe : Чарвакское водохранилище, littéralement « réserve d'eau de Tcharvak ») est un lac artificiel situé dans la partie nord de la province de Tachkent, en Ouzbékistan.

## Présentation
Le réservoir s'est formé après l'érection du barrage de 168 m de hauteur sur la rivière de Tchirchik à une courte distance en aval de la confluence des rivières Tchatkal et Pskem, dans la partie ouest des montagnes du Tian Shan. La capacité du réservoir est de 2 km3. Il sert à l'irrigation, ainsi qu'au tourisme récréatif.

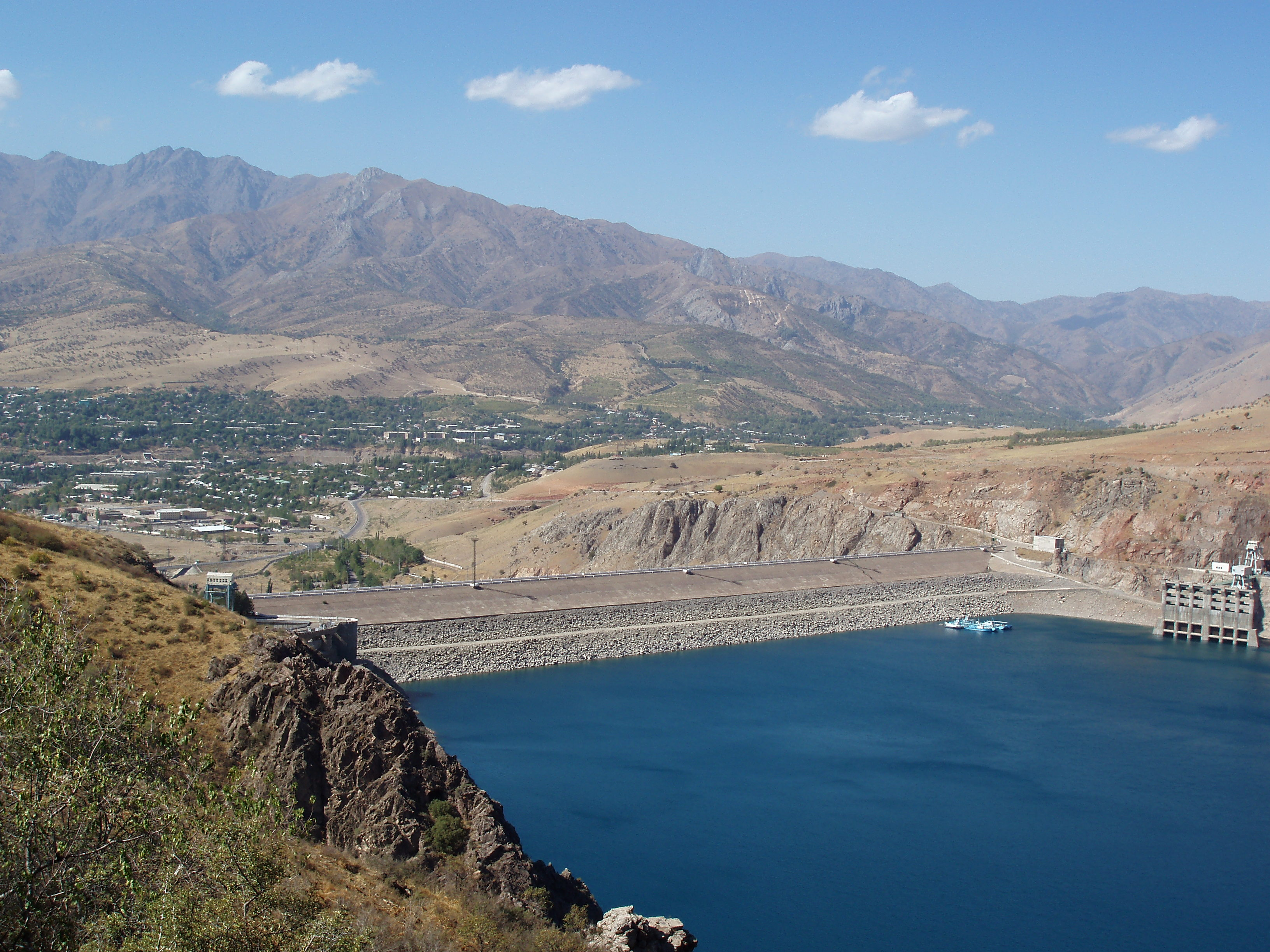
Barrage de Tcharvak sur le Tchirtchik.
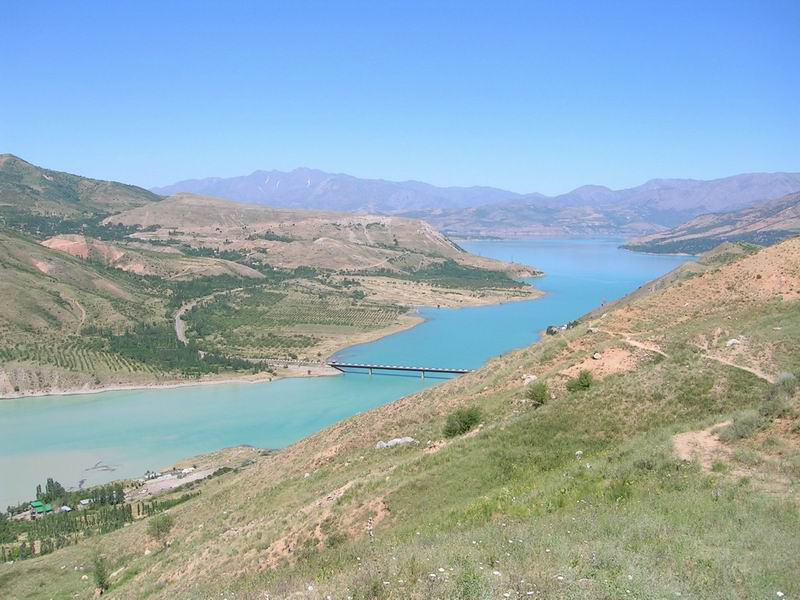
La rivière Tchatkal qui alimente le lac Tcharvak.